# Gergő Zalánki
Gergő Zalánki (Eger, 26 febbraio 1995) è un pallanuotista ungherese, dell'Olympiakos e della nazionale dal 2015.

## Palmarès

### Club
- Campionato ungherese: 1

Eger: 2014
- Coppa d'Ungheria: 3

Eger: 2015
Ferencvaros: 2020, 2021
- Supercoppa LEN: 5

Szolnok: 2017
Ferencvaros: 2019
Pro Recco: 2021, 2022, 2023
- Campionato italiano: 3

Pro Recco: 2021-22, 2022-23, 2023-24
- LEN Champions League: 2

Pro Recco: 2021-22, 2022-23
- Coppe Italia: 2

Pro Recco: 2021-22, 2022-23
- Coppa di Grecia: 1

Olympiakos: 2025
- Campionato greco: 1

Olympiakos: 2025

### Nazionale
- Olimpiadi

Tokyo 2020: 
- Mondiali

Budapest 2017: 
Fukuoka 2023: 
- Europei

Belgrado 2016: 
Budapest 2020: 
Spalato 2022: 
- Coppa del Mondo

Berlino 2018: 
- World League

Budapest 2018: 
- Universiadi

Gwangju 2015: 

## Riconoscimenti
- Total Waterpolo Player Award: 2023[1]
- Pallanuotista dell'anno World Aquatics: 2023
- European Aquatics Award: 2023[2]